# Вортель
Вортель — село в бельгійському муніципалітеті Хогстрате. Станом на 2021 рік — 1844 жителі.
Топонім голландською означає морква або корінь. Вортель був заснований на початку 19 століття Товариством доброзичливості як фермерська колонія для працездатної бідноти. Воно мало на меті забезпечити роботу в той час, коли рівень бідності був дуже високим у нижніх країнах. Разом з іншими колоніями, побудованими Товариством доброзичливості, Вортель був внесений до Списку Світової спадщини ЮНЕСКО у 2021 році як чудовий приклад унікального методу реформування житла та міського планування.

## Галерея

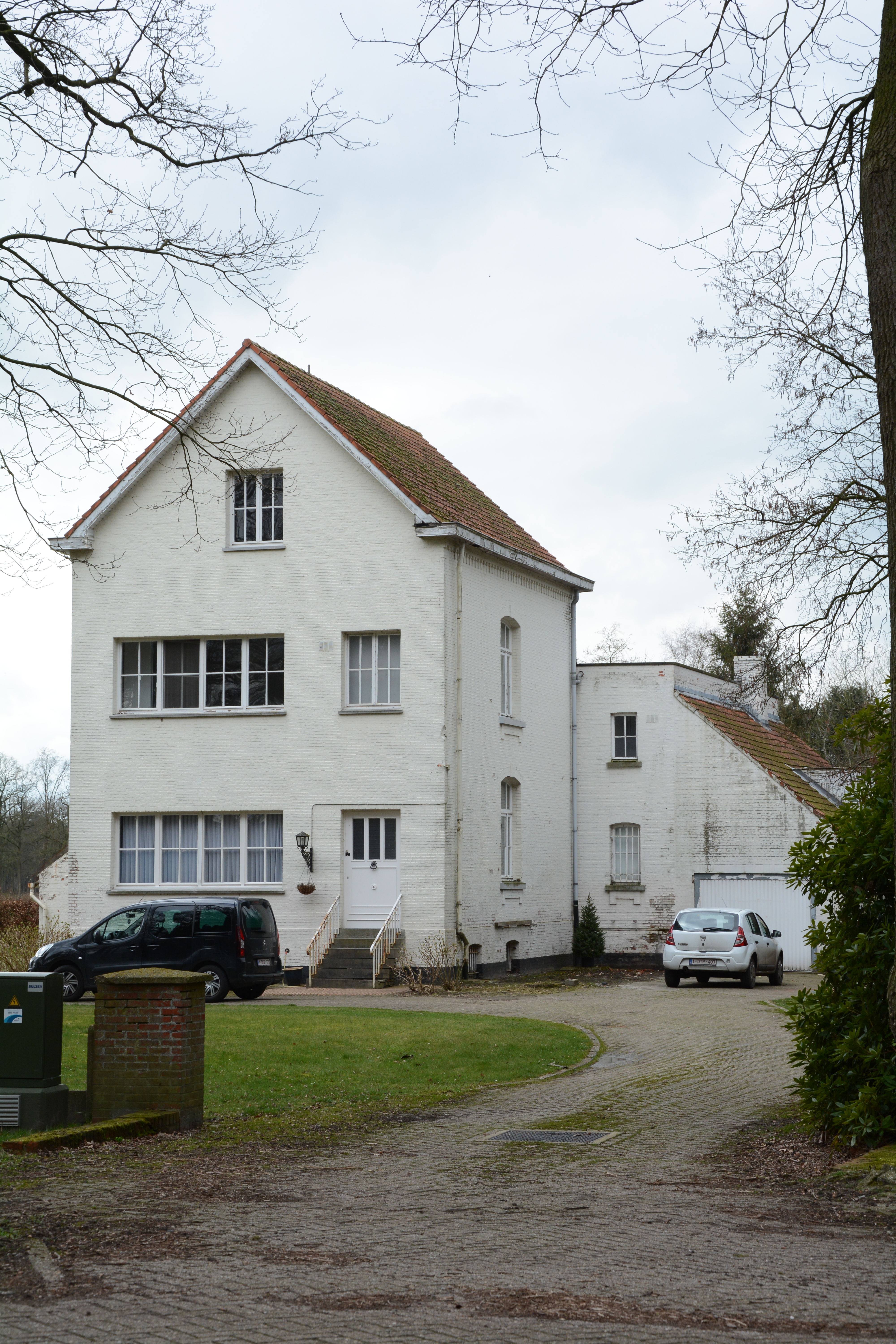
Будинок колонії
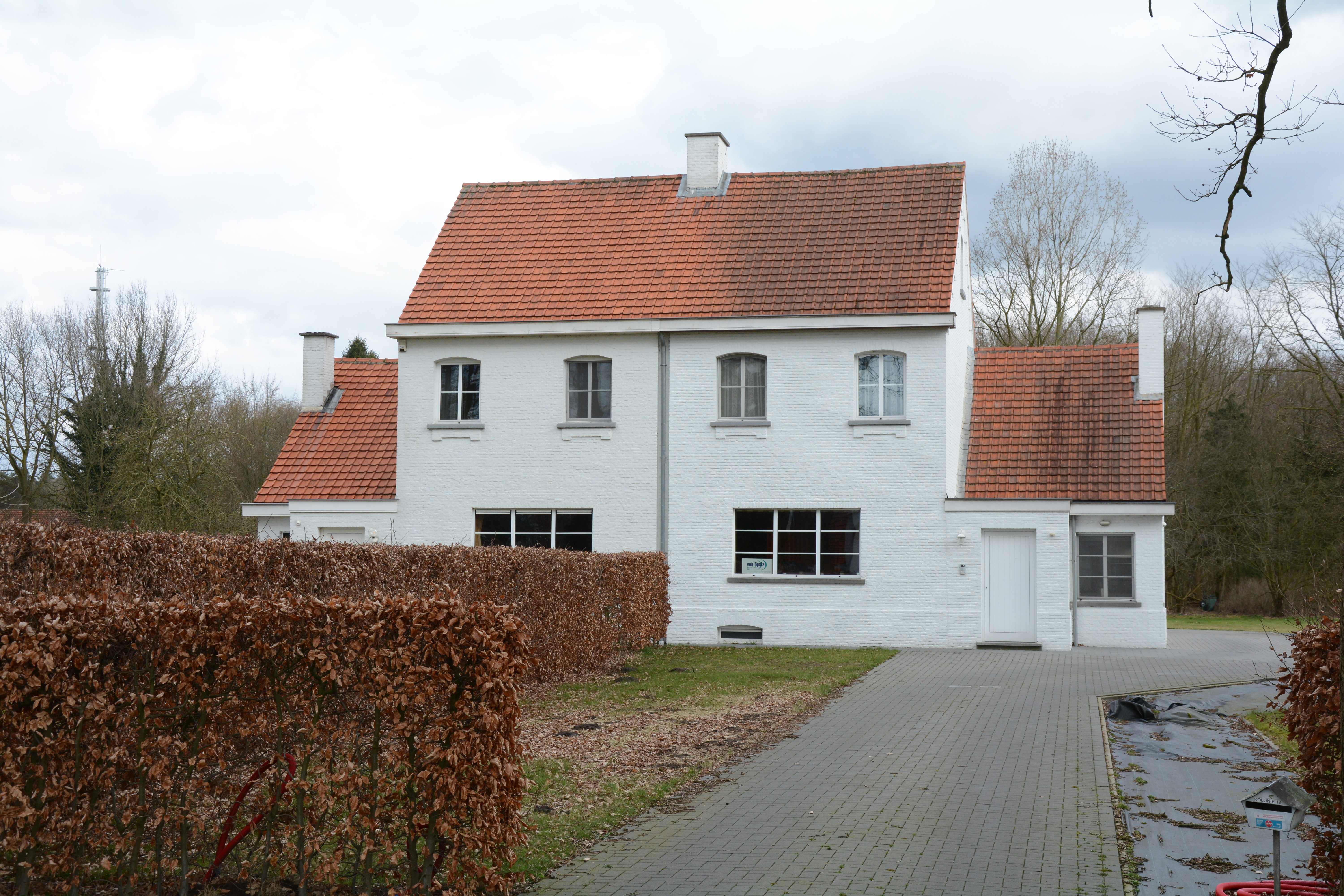
Будинок охорони в колонії
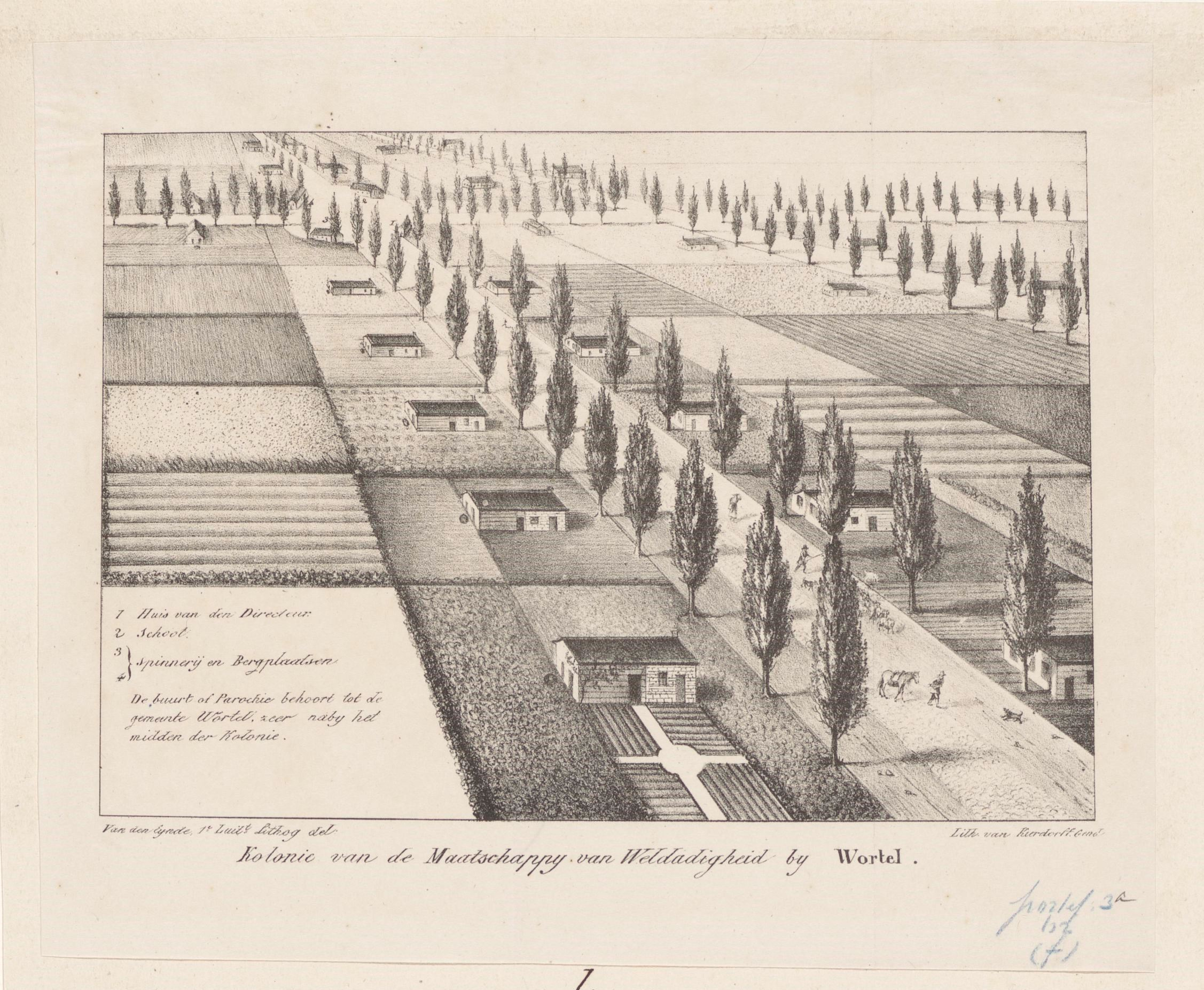
Карта колонії
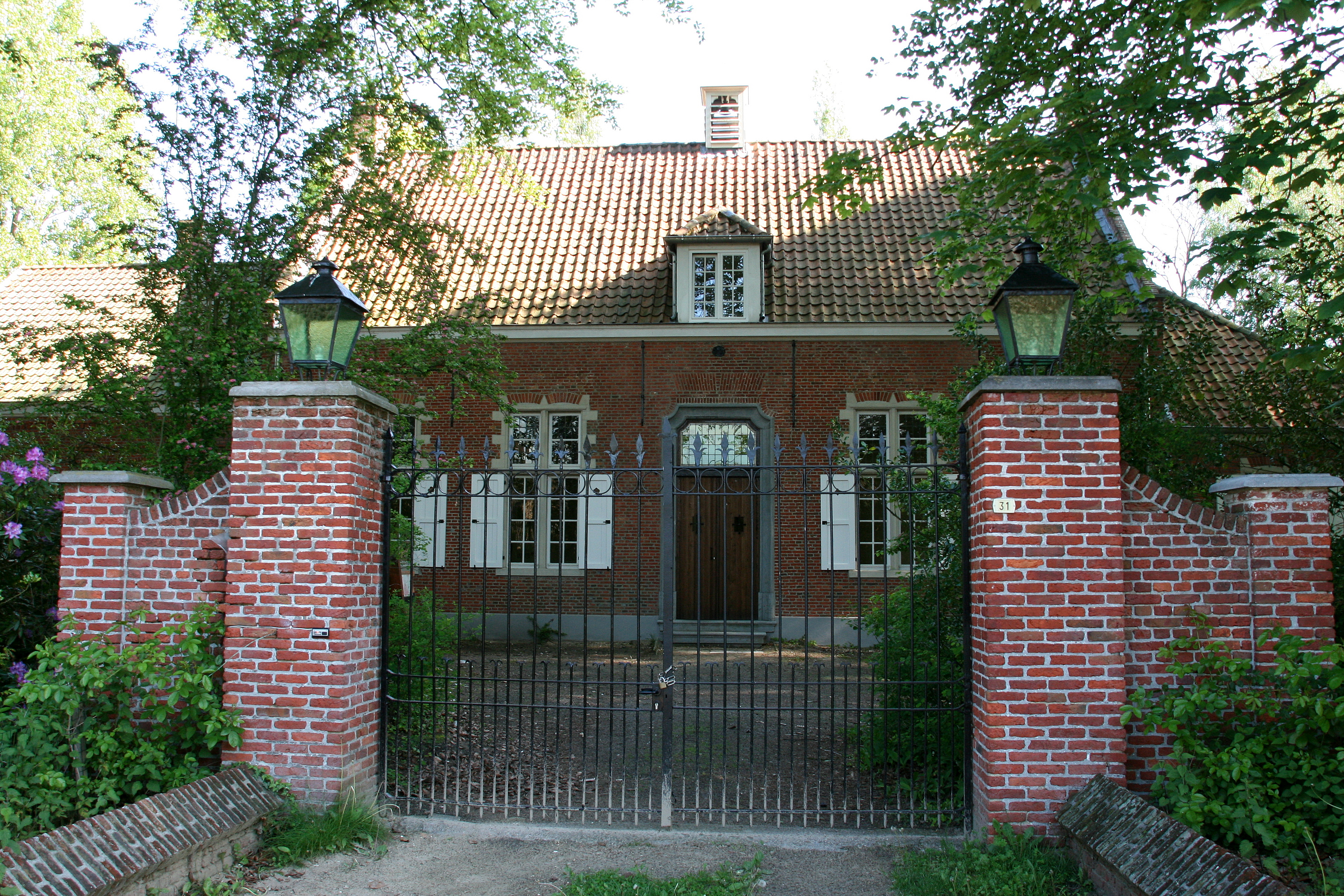
Будинок духовенства

## Зовнішні посилання
- (нід.) Official website of Hoogstraten